# تئو مولر
تئو مولر (انگلیسی: Theo Müller؛ زادهٔ ۱۹۴۰ (۸۴–۸۵ سال)) کارآفرین و سرمایه‌دار اهل آلمان است، که مالک شرکت مولر می‌باشد.